# Euphrasia kjellbergii
Euphrasia kjellbergii är en snyltrotsväxtart som beskrevs av Du Rietz. Euphrasia kjellbergii ingår i släktet ögontröster, och familjen snyltrotsväxter. Inga underarter finns listade i Catalogue of Life.